# Tsvetayeva (cratère)
Cette page contient des caractères spéciaux ou non latins. S’ils s’affichent mal (▯, ?, etc.), consultez la page d’aide Unicode.
Tsetayeva est un cratère de la planète Vénus situé à une latitude de 64,9° et une longitude de 147,4°. Ce cratère possède un diamètre de 42,9 kilomètres. Son nom est tiré de celui de la poétesse russe Marina Tsvetaïeva,.